# 将棋の段級
将棋の段級には棋士の段位（新進棋士奨励会の段級も含む）、女流棋士の段級、アマチュアの段級の3つの体系がある。

## 段級位の確立
歴史的には、17世紀後半に本因坊道策によって初めて段級位制が導入された囲碁に続き、将棋でも18世紀前半に導入され、享保2年（1717年）に最初の有段者名簿である『将棊図彙考鑑』が作られた。『将棊図彙考鑑』によると、当時は七段3名、六段1名、五段4名、四段17名、三段32名、二段20名、初段90名、合計167名の段位認定者がいた。それ以前は免状に、名人に対しての手合割を記載していた。
また、棋力を示すものとして、段級のほかにレーティングという概念があるが、プロの将棋では昭和初期に、公式のレーティングシステムとして比例得点制度が採用されたことがある。さらに、順位戦でのクラスも、棋力を示す指標とみなされることがある。

### 段位の読み
段級位制は様々な分野で用いられる制度であるが、口頭での読み方には違いが見られる。
将棋界では、「九段」「四段」の読みとして、それぞれ「くだん」「よだん」が普通である（将棋以外の分野では「きゅうだん」「よんだん」と読むこともある）。ただし、「七段」の読みとしては「ななだん」と「しちだん」が混在している。

## 棋士
棋士（プロ）の段位は四段から九段までである。三段以下は新進棋士奨励会（奨励会）の段級位となっている。奨励会の段級位と棋士の段級位は連続しており、奨励会の三段から四段に昇段することでプロ棋士となる（例外的に、アマチュアや女流棋士から直接四段の棋士になる道もある。これについては「棋士 (将棋)」を参照）。
なお、四段以上の棋士は降段することがない。
昭和9年（1934年）に大阪で升田幸三が初段になった頃までは、（囲碁と同じく）「初段からが専門棋士」だった。その頃、それと並行して奨励会ができた（東京は昭和3年（1928年）、大阪は昭和10年（1935年））ことをきっかけに、「（奨励会を卒業して）四段からプロ棋士」という制度が確立していった。
なお、木村義雄の自伝には「昭和13年（1938年）時点で決めた棋士の給料体系」について「四段以下奨励会の人々は、まだ修行中のため、給料はなく下宿料程度」（太字は引用者による）と記述されている。
大橋宗英と天野宗歩はその傑出した実力から「実力十三段」と称揚されたが、あくまで俗称である。

### 棋士の肩書
プロ棋士にとっては、段位は肩書でもある。タイトル保持者はタイトルが優先され、特に竜王と名人についてはさらに優先される。
日本将棋連盟の紹介ページでは、2023年に八大タイトルを独占した藤井聡太の肩書きは「竜王・名人（王位・叡王・王座・棋王・王将・棋聖）」と、「竜王・名人（その他）」で表記され、竜王・名人以外のタイトルは省略されることもある。
報道においては棋戦を主催している新聞社の対応がそれぞれ異なる。
以下、「棋聖」のタイトルを有する棋士をどう呼称するかで例示する。棋聖戦を主催する産経新聞社による呼称は「棋聖」である。また、棋聖戦に関する報道においては、他の報道機関（例：朝日新聞社）も「棋聖」と呼称するのが基本だが、八大タイトルのうちいずれかを主催する新聞では、自社が主催するタイトルを当該棋士が保持している場合、自社主催のタイトルが2番目に表記される。一例として、王将戦を主催するスポニチでは、棋聖、名人、竜王の他に王将位を保持していれば「棋聖（王将・名人・竜王）」となる。

なお、竜王戦を主催する読売新聞では竜王が序列1位である関係上他のどのタイトルよりも竜王が優先され、この場合は「棋聖保持者の竜王（以下竜王以外の保持タイトル名を序列順）」という特殊な表現をする。また、名人戦と王将戦の2つを主催する毎日新聞社においては、王将のタイトルを保持している者がA級順位戦を優勝して名人の挑戦者になった場合、竜王を含む他のタイトルを複数保持していても名人戦七番勝負に関する報道では「王将」と呼称する。
このケースでは他に、タイトル戦ではなく選手権であるが、NHK杯戦の場合、NHK杯戦放送時やNHKでの報道媒体に限り、当該年度のNHK杯戦前回優勝者は「NHK杯選手権者」と呼称する。一方、名人戦を毎日と共同主催する朝日新聞は、朝日杯将棋オープン戦も主催しているが、「朝日杯優勝者」という呼称は一切使われない。
現役棋士の場合、優先順位は以下の通り。
1. 竜王・名人 - 竜王と名人を共に保持している場合[11]
2. ○○（竜王もしくは名人） - 竜王と名人のうちいずれか片方のみ保持している場合
3. ○○・○○（保持タイトル名を序列順） - 竜王と名人を除くタイトルを、2つ以上保持している場合[13][注釈 4]。また、略称として「○（保持タイトル数）冠」の表記も用いられている[14][11]。
4. ○○（タイトル名） - 竜王と名人を除くタイトルを、1つだけ保持している場合
5. 永世称号 - 日本将棋連盟により現役中の呼称を認められた者、あるいは現役で満60歳を迎えた名誉王座[15]のみ
6. 段位

引退棋士と物故棋士は、(1)永世称号、(2)日本将棋連盟から贈られた称号、(3)段位、の優先順位に基づいて呼称される。永世名人の他に複数の永世称号を有している大山康晴と中原誠は、それぞれ「大山康晴十五世名人」「中原誠十六世名人」と永世名人の称号が優先されている。
アマチュア選手がプロ公式戦に参加する場合、日本将棋連盟では「●●アマ」と一律に呼称し、アマ段位は付さない。

### 棋士の昇段規定
現役棋士の昇段は、この表の規定を基本としている（日本将棋連盟公式サイトに詳細な解説あり）。
|                              | 五段昇段 | 六段昇段 | 七段昇段 | 八段昇段                          | 九段昇段                    |
| ---------------------------- | --- | --- | --- | --------------------------------- | --------------------------- |
| 名人戦・順位戦 の規定        | C級1組昇級 | B級2組昇級 | B級1組昇級 | A級昇級                           | 名人位 1期獲得              |
| 竜王戦の規定                 | - | 2組昇級 | - 竜王挑戦 - 1組昇級 | 竜王位 1期獲得                    | 竜王位 2期獲得              |
| 竜王戦の規定                 | - ランキング戦 連続昇級(1段位の昇段) (新規昇級のみ。過去降級からの再昇級は対象外。) - ランキング戦 通算3回優勝(1段位の昇段) | - ランキング戦 連続昇級(1段位の昇段) (新規昇級のみ。過去降級からの再昇級は対象外。) - ランキング戦 通算3回優勝(1段位の昇段) | - ランキング戦 連続昇級(1段位の昇段) (新規昇級のみ。過去降級からの再昇級は対象外。) - ランキング戦 通算3回優勝(1段位の昇段) | -                                 | タイトル (名人以外) 3期獲得 |
| その他の タイトル棋戦 の規定 | タイトル挑戦(名人・竜王以外) (1段位の昇段)                                                                                  | タイトル挑戦(名人・竜王以外) (1段位の昇段)                                                                                  | タイトル(名人・竜王以外) 1期獲得                                                                                            | タイトル (名人・竜王以外) 2期獲得 | タイトル (名人以外) 3期獲得 |
| 一般棋戦の規定               | 全棋士参加棋戦 優勝 (1段位の昇段)                                                                                           | 全棋士参加棋戦 優勝 (1段位の昇段)                                                                                           | 全棋士参加棋戦 優勝 (1段位の昇段)                                                                                           | -                                 | -                           |
| 勝数規定                     | 公式戦100勝 | 五段昇段後 公式戦120勝 | 六段昇段後 公式戦150勝 | 七段昇段後 公式戦190勝            | 八段昇段後 公式戦250勝      |

昇段は原則として1段位ずつ（飛付き昇段なし）、かつ、同一年度内に2回以上昇段することはないとしていたが、2005年11月から、竜王戦の規定での昇段のみ飛付き昇段と1年以内の2度以上の昇段が認められるようになった。
＜竜王戦の規定により昇段となる例＞
- 四段の棋士が、(1)竜王戦で6組から5組へ昇級し、次の期の竜王戦終了までに、(2)まず竜王戦以外の規定で五段昇段、(3)その後に竜王戦4組へ昇級した場合、(2)での五段昇段から1年以内であるが「竜王ランキング戦連続2回昇級」により六段昇段となる[注釈 20]。
- 3組在籍の四段が2組に昇級すると、六段に飛付き昇段する[注釈 21]。
- 四段または五段が竜王挑戦を決めると、七段に飛付き昇段する[注釈 22]。

2009年度からは、順位戦の昇級に伴う昇段や、全棋士参加棋戦優勝による昇段、タイトル挑戦・獲得関連の昇段についても、勝数規定による昇段と同様に昇段規定を満たした対局日（達成日）での昇段が認められた。また、「同一年度内の2回以上の昇段はしない」「昇段は一段位ずつ」という制限はなくなり、タイトル獲得による飛付き昇段も可能になった。
2018年6月1日、八段への昇段規定に「（竜王・名人以外の）タイトル獲得2期」が加えられた。
＜タイトル挑戦・獲得関連の規定で昇段となる例＞
- 四段の棋士が、「竜王以外のタイトル[注釈 13]」への挑戦を決めると、五段に昇段し、さらにタイトルを獲得すると七段に飛付き昇段する[23][注釈 25]。

上記以外にも、
- 抜群の成績による特別昇段（理事会審議）
- フリークラス棋士の昇段規定（年数などを加味して昇段）による昇段[注釈 26]
  - 田丸昇のブログにおける解説によれば、フリークラス規定に基づく八段から九段への昇段は、八段昇段後20年経過していることが前提条件とされている[24]。ただし、フリークラス転出前の年数は実年数ではなく、直近の昇段後フリークラス転出までの勝利数を『1年＝10勝』として年数に換算して、フリークラス在籍年数との累積が「20年」となった時点で昇段となる[24]。
- 引退棋士の昇段規定による昇段 （つまり、引退後でも昇段することがある）

などがある。

#### 昇段規定の変遷
昇段規定の略譜
- 1946年 - 順位戦開始。順位戦の在籍クラスに対応した昇段規定を設ける。
- 1958年 - 段位としての九段創設（名人3期以上あるいは名人2期・順位戦の成績抜群の者）。
- 1973年 - 九段昇段条件に「九段昇格規定30点」と「タイトル3期」の2つが追加。八段以下に「年功による贈昇段」規定を追加。
- 1984年 - 「勝数規定」（達成時点での昇段）新設。「九段昇格規定30点」廃止。
- 1986年 - 「年功による贈昇段」廃止。
- 1988年 - 竜王戦開始。竜王獲得・竜王ランキング戦複数回優勝に対応した昇段規定新設。
- 2018年 - 八段昇段条件に「タイトル2期」追加（2018年6月1日以降）

1946年（昭和21年）当時における八段の棋士をA級、七段・六段をB級、五段・四段をC級とする3クラス制で第1期順位戦が開始された。順位戦は第7期までにA級・B級1組・B級2組・C級1組・C級2組の5クラス制となり、これに合わせて順位戦のクラスに対応した昇段規定が確立した。当初の将棋界における昇段はこの規定のみであり、この規定は昇段要件の一つとして現在の昇段規定に受け継がれている。

順位戦クラスに対応した昇段規定
- A級昇級 - 八段昇段
- B級1組昇級 - 七段昇段（「B級の分離」以前は「B級昇級で七段昇段」）
- B級2組昇級 - 六段昇段
- C級1組昇級 - 五段昇段

（第7期順位戦以降、現在に至る）

1958年、段位として九段創設、名人3期などを規定（詳細は「#九段と十段」の項を参照）。
1973年、九段昇段条件に「九段昇格規定30点」と「タイトル3期」を追加（詳細は「#概要」の項を参照）。
また同時期に、順位戦のクラス在籍年数に対応した「年功による贈昇段」制度を追加。この「年功による贈昇段」規定による昇段では、4月1日付の昇段ではなく11月3日の「表彰感謝の日」の昇段とされた。1973年11月の贈昇段においては現役棋士では17名が対象となった。この規定による昇段の場合は「贈○段」として表記される場合がある。

年功による贈昇段規定（順位戦クラス在籍年数に対応）
- B級1組 13年 - 八段昇段
- B級2組 10年 - 七段昇段
- C級1組 8年 - 六段昇段
- C級2組 6年 - 五段昇段

（1973年より。1986年に規定廃止）

1984年5月25日の棋士総会において、「昇段委員会」が提案した新たな昇段制度が承認された。主な骨子は以下のとおりとなる。

一、昇降級リーグ戦（注：現在の順位戦。以下同じ）の年功による昇段制度は2年後に廃止する。（注：前述）
二、今後は昇降級リーグ戦による短期昇段と同時に、一般棋戦を含めた将棋連盟公式戦での獲得勝ち星の総数による昇段を併せて昇段制度とする。
三、各段位別の昇段には以下の勝ち星とする
四段より五段：100勝
五段より六段：120勝
六段より七段：150勝
七段より八段：190勝
八段より九段：250勝
四、八段より九段への昇段の場合は、勝ち星の他に過去よりあるタイトル獲得三回は残すが、棋戦優勝などを含めた30点という方式は廃止する。
五、名人獲得の場合は一期で九段を認め、名人挑戦者（A級優勝者）はこれをタイトル1回と同等扱いとする。
六、59年度（注：昭和59年度・1984年度）からは勝ち星に到達した時点での昇段とする。
七、類まれなる好成績で、理事会が特に昇段に値すると判断した場合は昇段する。

（1984年5月25日制定）

新たに「勝数規定」が設けられ、その際現に上記の「勝数」を満たしている当該段位者は、当該の勝数を達成した時期が1984年3月31日以前の場合は同年4月1日付に、当該の勝数を達成した時期が1984年4月1日から5月25日までの期間内の場合は当該の対局日に遡って昇段が適用されることとなった。また、上記のとおり、この新制度以降は「勝数規定」による昇段の場合は対局日当日の昇段となった。

### 名誉的な昇段
八段で引退した棋士に（「九段」ではなく）「名誉九段」が贈られた例があり、金易二郎・渡辺東一・加藤治郎・高柳敏夫・佐瀬勇次の5名に対し、いずれも生前に贈られている。
八段以下の棋士が死去した場合、追悼の意味で昇段させることがある。八段まで昇段して現役のまま死去した山田道美・板谷進・村山聖・真部一男・中田宏樹の5名は、いずれも九段を追贈された。この場合、名誉九段ではなく「九段」である。ただし、昇段規定を満たしての九段と区別するため、「追贈九段」もしくは「九段（追贈）」と表記されることもある。過去の「死去後の追贈九段」は大崎熊雄、神田辰之助、花田長太郎、木見金治郎らがいる。近年（2023年現在）の八段以下の追贈事例としては、2016年12月25日に現役のまま死去した伊藤能六段が七段を追贈された例、2015年1月30日に死去した河口俊彦七段（2002年に引退）が八段を追贈された例がある。
また、大野源一、花村元司、坂口允彦、灘蓮照、松田茂役の5名は、生前の九段への昇段事由が「贈九段」となっている。1981年の松田を最後に、この事例はなくなっている。

### 昇段の日付
- 順位戦昇級による昇段は、原則として規定のクラスへの昇級を決めた「対局日」が昇段の日付となる[注釈 33]。なお、順位戦のシステム上、同クラスに所属する他の棋士の敗戦によって昇級が決まる場合もあるため、結果として対局が組まれない日や敗戦した日が昇段日となる場合がある。
- 竜王ランキング戦昇級・優勝や竜王挑戦による昇段は、規定の昇級・優勝・挑戦を決めた「対局日」が昇段の日付となる[注釈 34]。
- 勝数規定での昇段は、規定の勝数を達成した「対局日」が昇段の日付となる[注釈 35]。
- 棋戦優勝およびタイトル挑戦・獲得による昇段は、当該規定を達成した日（対局日）が昇段の日付となる[注釈 35][注釈 36][注釈 37]。
- 昇段の日付に関し、順位戦や竜王戦など特に持ち時間が長い棋戦で、終局が深夜0時を超えて翌日未明の時間帯での昇級決定となる場合でも、昇段日は昇段決定時点の日付ではなく「対局日」当日となる[注釈 38]。
- 理事会審議による特別昇段、フリークラス規定・引退棋士規定による昇段、特別記念や物故者への追贈等による昇段の場合は、日本将棋連盟が昇段発表の際に指定した「昇段日」を以っての昇段となる[34]。

### 九段と十段
元来、将棋界の段位は「八段」が最高位であり、「九段」「十段」は存在しなかった。
ただし、1902年（明治35年）に時の名人であった小野五平が作成した、相撲の番付を模した『将棋有名鑑』に「取締 京橋築地 日本西洋将棋指南 九段 名人 小野五平」と記載されている事例がある。
1943年、将棋大成会は名人位とは別に「九段位」を設けることを決定し、讀賣報知紙上で、全八段・七段が参加する「九段設定戦」が開始された。「九段」の名称は名人戦の知名度に対抗するための苦肉の策だった。1945年5月に新聞発行不能で休止に。戦後、1945年11月から、讀賣報知紙上で「九段設定戦」が再開。しかし、「九段位」は誕生しなかった。
さらに、1950年には「九段戦」が設けられ、タイトル獲得者には段位ではなく、名人に次ぐ「タイトルとしての九段」が与えられることになった。その後、1958年に「段位としての九段」への昇段規定が定められ、大山康晴と升田幸三が九段に昇段している。
しかし「タイトルとしての九段」と「段位としての九段」は、前者は失冠すれば名乗れなくなるが後者は永久に名乗れるという実際上の違いがあるにすぎず、明確に区別されるものではなかったようである。実際に「タイトルとしての九段」を三連覇すると「永世称号としての永世九段」が与えられるが、永久に名乗れるか否かという区別が失われることから、「永世称号としての永世九段」と「段位としての九段」とは、ほぼ完全に同一視されていた。
1954年に九段のタイトルを3連覇して永世称号の資格を得た塚田正夫について、清水孝晏、大山康晴、青野照市がそれぞれ著書で次のように述べている。
三者の述べることは一見すると相互に矛盾しているが、
- 1954年（昭和29年）11月27日に、九段のタイトルを3期連続で獲得したことにより、塚田正夫が「永世称号としての永世九段」の資格を得た。当時の棋士の間では「永世称号としての九段」と「段位としての九段」は同一視されていたため、塚田の段位は九段であると認識されていた。
- 1958年（昭和33年）4月17日に連盟の規約改正により、大山康晴と升田幸三が「段位としての九段」に昇段した。ただし、升田は名人の地位にあったため、名人失冠まで免状の発行が留保された。大山は「塚田の永世称号としての九段の資格」と「自身の段位としての九段の資格」は同一の資格と認識していたため、自身は2人目の九段だと語った。
- 1958年（昭和33年）4月17日に、連盟の規約改正により、大山康晴と升田幸三の2人が「段位としての九段」となった。しかし、大山はその後もタイトルを保持し続けたため、九段を名乗ることはなかった。一方の升田は翌1959年にタイトルを失い無冠となったことから塚田に続いて「九段」を名乗る2人目の棋士となった。

と整合的に解釈できる。
また、大山康晴は1960年に九段戦三連覇を果たし、「永世称号としての永世九段」の条件を満たすが、すでにほぼ同一の資格である「段位としての九段」に昇段していたため、新たに永世称号を獲得したものとはみなされなかった。
このように、当時の棋士・連盟は「段位としての九段」と「タイトルとしての九段」の区別に敏感ではなかったが、これらが混在することにより、例えば1958年度から1961年度まではタイトルとしての大山九段への挑戦権を争う者の中に塚田九段や升田九段が含まれるという見る者にとって非常に分かりにくい状況にあった。
そこで、1962年度から九段戦は「十段戦」に移行し、タイトル称号は「九段」から「十段」に改められた。1988年度から、十段戦が発展解消されて竜王戦となり、「十段」の称号はなくなった。ただし、十段のタイトルを多数回獲得した者に「永世十段」の称号が与えられ、大山康晴と中原誠の2名がその該当者となった。
なお、永世九段の有資格者である塚田正夫に対しては、没後に「名誉十段」の称号が追贈された。また、棋士ではないが、名人400年を記念して日本将棋連盟が徳川家康に十段を贈っている。
2001年には加藤一二三が、棋士会において、自身が通算1,000勝を達成したことを示し、（タイトル称号の「十段」ではなく）段位としての「十段」を新設し、自身に加え内藤國雄や有吉道夫に授与することを提案した。

### 現役で九段昇段した棋士

#### 概要
1973年当時、日本将棋連盟会長だった加藤治郎の提案により、それまでは「（原則として）名人3期」のみが条件であった九段昇段の規定に、「九段昇格規定30点（かつ八段に昇段していること）」と「タイトル3期（かつ八段に昇段していること）」の2種類の昇段規定を新たに追加することを、1973年9月25日に開かれた日本将棋連盟の臨時総会において決定した。背景には、当時囲碁では九段の棋士が多数存在していたのに対し、当時の将棋界では僅か3人（大山康晴、升田幸三、塚田正夫）だけであったことから、一説には「A級八段の将棋棋士が九段の囲碁棋士と同席した際、段位によって待遇に差をつけられることがあったため、将棋界ももう少し九段を作ろうということになった」という。1973年の新規定追加により新たに5名（当時現役棋士4名、引退棋士1名）が九段昇段となった。
九段昇格規定の点数は下記のように計算する。

- タイトル獲得 = 3点
- タイトル挑戦、一般棋戦優勝、順位戦A級以上在籍1期 = 各1点

【計算式】タイトル獲得期数 × 3 ＋ タイトル挑戦回数 ＋ 一般棋戦優勝回数 ＋ A級以上在籍年数

また、その後、昇段規定の追加やさらなる緩和が行われ、2018年現在の九段昇段規定は「八段昇段後公式戦250勝（勝数規定）」、「名人1期」、「竜王2期」、「タイトル3期」となっている。また、フリークラスの棋士については、八段昇段後の公式戦勝数にフリークラス在籍年数を勘案した九段への昇段規定がある。

#### 現役九段の一覧
現役で段位が九段になったのは69名（2025年2月6日時点）。棋士の約5人に1人が現役のうちに九段に昇段している。
旧規則では、昇段は基本的に1段ごと、かつ、1年に1回以内であったが、2006年度から竜王戦の規定での昇段のみ、飛付き昇段と1年以内の2度以上の昇段が認められるようになり、2009年度から現行の規則となった。
なお、四名いる「贈九段」と同様に荒巻三之も生前に「贈九段」の打診をうけたが、本人が断っていたという。
| #                    | 棋士 番号 | 九段昇段 棋士 | 九段 昇段日     | 九段昇段事由                    | 八段 昇段日     | 八段 ⇒ 九段 所要日数 | 生年月日        | 九段昇段 年齢 | 備考                                        |
| -------------------- | --------- | ------------- | --------------- | ------------------------------- | --------------- | -------------------- | --------------- | ------------- | ------------------------------------------- |
| 1                    | 011       | 塚田正夫      | 1954年 11月27日 | 九段戦3連覇 (永世九段)          | 1940年          | 約14年0              | 1914年 08月02日 | 40歳03か月    |                                             |
| 2                    | 026       | 大山康晴      | 1958年 04月17日 | 名人3期                         | 1948年 04月01日 | 3668日0              | 1923年 03月13日 | 35歳01か月    | [ 注釈 43 ]                                 |
| 3                    | 018       | 升田幸三      | 1958年 04月17日 | 名人2期 かつ 順位戦で抜群の成績 | 1947年 05月10日 | 3995日0              | 1918年 03月21日 | 40歳00か月    |                                             |
| 4                    | 092       | 中原誠        | 1973年 11月03日 | 九段昇格規定30点                | 1970年 04月01日 | 1312日0              | 1947年 09月02日 | 26歳02か月    | [ 注釈 44 ]                                 |
| 5                    | 057       | 二上達也      | 1973年 11月03日 | 九段昇格規定30点                | 1956年 04月01日 | 6425日0              | 1932年 01月02日 | 41歳10か月    |                                             |
| 6                    | 043       | 丸田祐三      | 1973年 11月03日 | 九段昇格規定30点                | 1948年 04月01日 | 9347日0              | 1919年 03月30日 | 54歳07か月    |                                             |
| 7                    | 064       | 加藤一二三    | 1973年 11月03日 | 九段昇格規定30点                | 1958年 04月01日 | 5695日0              | 1940年 01月01日 | 33歳10か月    |                                             |
| 8                    | 077       | 内藤國雄      | 1974年 02月04日 | タイトル3期                     | 1967年 04月01日 | 2501日0              | 1939年 11月15日 | 34歳02か月    |                                             |
| 9                    | 007       | 大野源一      | 1974年 11月03日 | 贈九段 (表彰感謝の日表彰)       | 1940年          | 約34年0              | 1911年 09月01日 | 63歳02か月    |                                             |
| 10                   | 039       | 花村元司      | 1976年 04月20日 | 贈九段 (将棋会館落成式表彰)     | 1952年 04月01日 | 8785日0              | 1917年 11月18日 | 58歳05か月    |                                             |
| 11                   | 010       | 坂口允彦      | 1976年 11月17日 | 贈九段 (将棋の日表彰)           | 1938年          | 約38年0              | 1908年 12月10日 | 67歳11か月    |                                             |
| 12                   | 044       | 灘蓮照        | 1976年 11月17日 | 贈九段 (将棋の日表彰)           | 1953年 04月01日 | 8631日0              | 1927年 03月16日 | 49歳08か月    |                                             |
| 13                   | 085       | 米長邦雄      | 1979年 04月01日 | 九段昇格規定30点                | 1971年 04月01日 | 2922日0              | 1943年 06月10日 | 35歳09か月    |                                             |
| 14                   | 066       | 有吉道夫      | 1979年 04月01日 | 九段昇格規定30点                | 1965年 04月01日 | 5113日0              | 1935年 07月27日 | 43歳08か月    |                                             |
| 15                   | 025       | 松田茂役      | 1981年 11月17日 | 贈九段 (将棋の日表彰)           | 1951年 11月17日 | 10958日0             | 1921年 06月28日 | 60歳04か月    |                                             |
| 16                   | 131       | 谷川浩司      | 1984年 04月01日 | 名人1期                         | 1982年 04月01日 | 731日0               | 1962年 04月06日 | 21歳11か月    | 全ての昇段が順位戦昇級規定                  |
| 17                   | 046       | 五十嵐豊一    | 1984年 04月01日 | 勝数規定                        | 1949年 04月01日 | 12784日0             | 1924年 09月27日 | 59歳06か月    |                                             |
| 18                   | 017       | 小堀清一      | 1984年 04月01日 | 勝数規定                        | 1952年 04月01日 | 11688日0             | 1912年 02月10日 | 72歳01か月    | 史上最年長の現役昇段                        |
| 19                   | 042       | 加藤博二      | 1984年 04月01日 | 勝数規定                        | 1959年 04月01日 | 9132日0              | 1923年 09月15日 | 60歳06か月    |                                             |
| 20                   | 068       | 芹沢博文      | 1984年 04月01日 | 勝数規定                        | 1961年 04月01日 | 8401日0              | 1936年 10月23日 | 47歳05か月    |                                             |
| 21                   | 061       | 関根茂        | 1984年 04月01日 | 勝数規定                        | 1968年 04月01日 | 5844日0              | 1929年 11月05日 | 54歳04か月    |                                             |
| 22                   | 086       | 大内延介      | 1984年 04月01日 | 勝数規定                        | 1972年 04月01日 | 4383日0              | 1941年 10月02日 | 42歳05か月    |                                             |
| 23                   | 093       | 桐山清澄      | 1984年 10月09日 | 勝数規定                        | 1975年 04月01日 | 3479日0              | 1947年 10月07日 | 37歳00か月    |                                             |
| 24                   | 032       | 廣津久雄      | 1985年 06月18日 | 勝数規定                        | 1961年 04月01日 | 8844日0              | 1923年 02月26日 | 62歳03か月    |                                             |
| 25                   | 096       | 勝浦修        | 1985年 11月01日 | 勝数規定                        | 1976年 04月01日 | 3501日0              | 1946年 05月08日 | 39歳05か月    | 谷川浩司から250勝目                         |
| 26                   | 100       | 森雞二        | 1985年 12月09日 | 勝数規定                        | 1976年 04月01日 | 3539日0              | 1946年 04月01日 | 39歳08か月    | 谷川浩司から250勝目                         |
| 27                   | 099       | 森安秀光      | 1988年 01月27日 | 勝数規定                        | 1980年 04月01日 | 2857日0              | 1949年 08月18日 | 38歳05か月    |                                             |
| 28                   | 147       | 南芳一        | 1989年 02月22日 | タイトル3期                     | 1986年 04月01日 | 1058日0              | 1963年 06月08日 | 25歳08か月    |                                             |
| 29                   | 142       | 高橋道雄      | 1990年 04月01日 | タイトル3期 かつ八段昇段        | 1989年 04月01日 | 365日0               | 1960年 04月23日 | 29歳11か月    |                                             |
| 30                   | 074       | 佐藤大五郎    | 1991年 11月25日 | 勝数規定                        | 1972年 04月01日 | 7177日0              | 1936年 10月19日 | 55歳01か月    |                                             |
| 31                   | 097       | 石田和雄      | 1992年 03月31日 | 勝数規定                        | 1979年 04月01日 | 4748日0              | 1947年 03月29日 | 45歳00か月    |                                             |
| 32                   | 060       | 北村昌男      | 1994年 02月10日 | 勝数規定                        | 1973年 11月03日 | 7404日0              | 1934年 10月30日 | 59歳03か月    |                                             |
| 33                   | 175       | 羽生善治      | 1994年 04月01日 | タイトル3期 かつ八段昇段        | 1993年 04月01日 | 365日0               | 1970年 09月27日 | 22歳06か月    |                                             |
| 34                   | 114       | 青野照市      | 1994年 08月05日 | 勝数規定                        | 1983年 04月01日 | 4144日0              | 1953年 01月31日 | 41歳06か月    |                                             |
| 35                   | 127       | 田中寅彦      | 1994年 12月16日 | 勝数規定                        | 1984年 04月01日 | 3911日0              | 1957年 04月29日 | 37歳07か月    |                                             |
| 36                   | 113       | 淡路仁茂      | 1996年 04月26日 | 勝数規定                        | 1983年 04月01日 | 4774日0              | 1950年 03月21日 | 46歳01か月    |                                             |
| 37                   | 182       | 佐藤康光      | 1998年 06月18日 | 名人1期                         | 1996年 04月01日 | 808日0               | 1969年 10月01日 | 28歳08か月    |                                             |
| 38                   | 087       | 西村一義      | 1999年 09月28日 | 勝数規定                        | 1984年 04月01日 | 5658日0              | 1941年 12月14日 | 57歳09か月    |                                             |
| 39                   | 104       | 田中魁秀      | 2000年 02月24日 | 勝数規定                        | 1984年 04月01日 | 5807日0              | 1947年 03月02日 | 52歳11か月    |                                             |
| 40                   | 194       | 丸山忠久      | 2000年 06月28日 | 名人1期                         | 1998年 04月01日 | 819日0               | 1970年 09月05日 | 29歳09か月    | 全ての昇段が順位戦昇級規定                  |
| 41                   | 198       | 藤井猛        | 2000年 10月01日 | 竜王2期                         | 1999年 10月01日 | 366日0               | 1970年 09月29日 | 30歳00か月    |                                             |
| 42                   | 148       | 塚田泰明      | 2000年 12月15日 | 勝数規定                        | 1988年 04月01日 | 4641日0              | 1964年 11月16日 | 36歳00か月    |                                             |
| 43                   | 195       | 郷田真隆      | 2001年 08月06日 | タイトル3期                     | 1999年 04月01日 | 858日0               | 1971年 03月17日 | 30歳04か月    |                                             |
| 44                   | 123       | 小林健二      | 2002年 03月01日 | 勝数規定                        | 1986年 04月01日 | 5813日0              | 1957年 03月31日 | 44歳11か月    |                                             |
| 45                   | 183       | 森内俊之      | 2002年 05月17日 | 名人1期                         | 1995年 04月01日 | 2603日0              | 1970年 10月10日 | 31歳07か月    |                                             |
| 46                   | 161       | 森下卓        | 2003年 12月12日 | 勝数規定                        | 1994年 04月01日 | 3542日0              | 1966年 07月10日 | 37歳05か月    |                                             |
| 47                   | 189       | 屋敷伸之      | 2004年 04月01日 | タイトル3期 かつ八段昇段        | 2002年 05月13日 | 689日0               | 1972年 01月18日 | 32歳02か月    |                                             |
| 48                   | 135       | 福崎文吾      | 2005年 10月28日 | 勝数規定                        | 1990年 03月26日 | 5695日0              | 1959年 12月06日 | 45歳10か月    |                                             |
| 49                   | 235       | 渡辺明        | 2005年 11月30日 | 竜王2期                         | 2005年 11月17日 | 13日0                | 1984年 04月23日 | 21歳07か月    | 八段から九段昇段は史上最短日数              |
| 50                   | 143       | 中村修        | 2008年 01月23日 | 勝数規定                        | 1993年 10月15日 | 5213日0              | 1962年 11月07日 | 45歳02か月    |                                             |
| 51                   | 146       | 島朗          | 2008年 04月17日 | 勝数規定                        | 1994年 04月01日 | 5130日0              | 1963年 02月19日 | 45歳01か月    |                                             |
| 52                   | 201       | 深浦康市      | 2008年 09月26日 | タイトル3期                     | 2004年 04月01日 | 1639日0              | 1972年 02月14日 | 36歳07か月    |                                             |
| 53                   | 207       | 久保利明      | 2010年 03月30日 | タイトル3期                     | 2003年 04月01日 | 2555日0              | 1975年 08月27日 | 34歳07か月    |                                             |
| 54                   | 157       | 井上慶太      | 2011年 03月03日 | 勝数規定                        | 1997年 04月01日 | 5084日0              | 1964年 01月17日 | 47歳01か月    |                                             |
| 55                   | 109       | 田丸昇        | 2013年 04月01日 | フリークラス規定                | 1991年 04月16日 | 8021日0              | 1950年 05月05日 | 62歳11か月    | 「フリークラス規定」による 九段昇段は史上初 |
| 56                   | 204       | 三浦弘行      | 2013年 08月16日 | 勝数規定                        | 2001年 04月01日 | 4520日0              | 1974年 02月13日 | 39歳06か月    |                                             |
| 57                   | 185       | 先崎学        | 2014年 04月01日 | 勝数規定                        | 2000年 04月01日 | 5113日0              | 1970年 06月22日 | 43歳09か月    |                                             |
| 58                   | 263       | 佐藤天彦      | 2016年 05月31日 | 名人1期                         | 2015年 01月08日 | 509日0               | 1988年 01月16日 | 28歳04か月    |                                             |
| 59                   | 213       | 鈴木大介      | 2017年 03月01日 | 勝数規定                        | 2003年 04月01日 | 5083日0              | 1974年 07月11日 | 42歳08か月    |                                             |
| 60                   | 222       | 木村一基      | 2017年 06月26日 | 勝数規定                        | 2007年 04月01日 | 3739日0              | 1973年 06月23日 | 44歳00か月    |                                             |
| 61                   | 264       | 豊島将之      | 2019年 05月17日 | 名人1期・タイトル3期            | 2017年 03月09日 | 799日0               | 1990年 04月30日 | 29歳00か月    | 名人1期とタイトル3期を同時に達成            |
| 62                   | 208       | 行方尚史      | 2019年 11月14日 | 勝数規定                        | 2007年 04月01日 | 4610日0              | 1973年 12月30日 | 45歳10か月    |                                             |
| 63                   | 171       | 阿部隆        | 2020年 07月15日 | 勝数規定                        | 2005年 02月03日 | 5641日0              | 1967年 08月25日 | 52歳10か月    | 全ての昇段が勝数規定                        |
| 64                   | 276       | 永瀬拓矢      | 2020年 10月14日 | タイトル3期                     | 2019年 10月01日 | 379日0               | 1992年 09月05日 | 28歳01か月    |                                             |
| 65                   | 138       | 脇謙二        | 2021年 04月01日 | フリークラス規定                | 2000年 11月16日 | 7441日0              | 1960年 08月10日 | 60歳07か月    |                                             |
| 66                   | 307       | 藤井聡太      | 2021年 07月03日 | タイトル3期                     | 2020年 08月20日 | 317日0               | 2002年 07月19日 | 18歳11か月    | 史上最年少・四段昇段後最速の九段昇段        |
| 67                   | 255       | 広瀬章人      | 2023年 11月16日 | 勝数規定                        | 2014年 02月13日 | 3563日0              | 1987年 01月18日 | 36歳09か月    |                                             |
| 68                   | 168       | 富岡英作      | 2024年 04月01日 | フリークラス規定                | 2002年 12月20日 | 7773日0              | 1964年 05月19日 | 59歳10か月    |                                             |
| 69                   | 227       | 山崎隆之      | 2025年 02月06日 | 勝数規定                        | 2013年 07月27日 | 4212日0              | 1981年 02月14日 | 43歳11か月    |                                             |
| （2025年2月6日現在） |           |               |                 |                                 |                 |                      |                 |               |                                             |

## 奨励会
前述の通り、奨励会には最高三段までの段級位が存在する。
奨励会に入会した者は、多くの場合6級からスタートして奨励会員同士の対局をし、規定以上の成績を挙げると一つ上の段級位に昇進できる。三段に昇進すると「三段リーグ」に参加して三段同士のみの対局を行い、そこで所定の成績を収めると四段の棋士になる。
奨励会では、成績不振による「降段点」・「降級点」を2度取ると降段・降級となる。成績不振の場合は降級して7級になる場合もある。過去に存在した奨励会の下部組織「奨励会初等科」では7級から10級までの級位が存在したものの、現在は8級以下は存在せず、7級から降級した場合には退会となる。降段・降級があるという点で、奨励会の段級位制は将棋界の中で特異なものである。

## 女流棋士
女流棋士（女流2級以上）となる方法については、女流棋士 (将棋)#女流棋士になる条件を参照。
女流棋士の段級位と、棋士・奨励会員の段級位の体系は異なる。女流棋士の段級位は2020年時点で女流2級から女流七段までだが、女流タイトルを保持するトップ女流棋士でも、棋士との公式対局での勝率は、2018年度終了時点で2割程度であった。
女流棋士の昇級・昇段規定は、日本将棋連盟ホームページの「昇段規定：日本将棋連盟」で公表されている。
日本女子プロ将棋協会 (LPSA) の昇級・昇段規定は、日本女子プロ将棋協会ホームページの「棋士規程」で公表されている。2012年の公益社団法人化に際して制定された。日本将棋連盟の昇級・昇段規定に、LPSA主催棋戦の戦績による規定が加わったものとなっていたが、2014年5月30日に改正され将棋連盟と全く同一のものとなっている。

### 女流棋士の昇級・昇段規定
| ( | 2018年度までは 「リーグ入り」 | ) |

| 【 | 括弧内は 2018年度までの規定 | 】 |

| 【 | 括弧内は2021年 9月30日までの勝数 | 】 |

女流六段以上 - 抜群の成績と実績を理事会で審議の上決定することがある
- 女流棋士の場合も、棋士（プロ）の場合と同様に「同一年度[注釈 59]に2回以上の昇段」を不可とする規定が、2008年11月23日の時点では存在した。
  - 里見香奈が、2008年9月29日の第16期倉敷藤花戦の挑戦者決定戦[60]で甲斐智美女流二段を破り、初のタイトル挑戦を決め、女流二段への昇段規定「タイトル挑戦」により、2008年9月29日付で女流二段に昇段した。第16期倉敷藤花戦三番勝負では、第1局（11月6日）第2局（11月23日）で清水倉敷藤花に連勝し、初タイトルとなる倉敷藤花を獲得した。里見は、女流三段への昇段規定「タイトル1期」を満たしたが、タイトルを獲得した2008年11月23日付ではなく、翌2009年度の最初の日である2009年4月1日付で、里見は女流三段に昇段した。昇段事由は「倉敷藤花戦タイトル獲得」と明示されている[61]。
  - 下記で示すように、長谷川優貴は、2011年10月1日付で女流2級としてプロ入りし、同年度（2011年度）内の2011年10月29日付で女流初段に、2012年2月2日付で女流二段にそれぞれ昇段した。2012年2月2日現在では、女流棋士について「同一年度に2回以上の昇段」を不可とする規定は廃されていることが示される[62]。
    1. プロ入り前に、マイナビ女子オープン本戦入りを2回果たしており、女流3級から女流2級への昇級規定「女流3級で規定の成績を収めた者（＜3＞『女流棋士昇段級規定』の『女流1級へ』の条件を満たした場合）」をプロ入り前に満たしていた長谷川は、2011年10月1日付で女流2級として女流棋士となった[63]直後の2011年10月29日に、女流棋士としての初対局として、第5期マイナビ女子オープン本戦2回戦にて甲斐智美女流王位と対局、勝利して、第5期マイナビ女子オープンベスト4に進出。これにより女流初段への昇段規定「マイナビ女子オープンベスト4」を満たし、2011年10月29日付で女流2級から女流初段に飛付昇段（女流2級から、間の女流1級を飛ばして、直接、女流初段に昇段）した[64]。
    2. 長谷川は、引き続き、第5期マイナビ女子オープン本戦で、2012年1月11日の準決勝で斎田晴子女流五段を、2月2日の挑戦者決定戦で清水市代女流六段を破り、第5期マイナビ女子オープン挑戦者となると同時に、女流二段への昇段規定「タイトル挑戦」により、次年度の初日である2012年4月1日を待たずに、2012年2月2日付で女流二段に昇段した[65]。

  - LPSAにおいては、「同一年度に2回以上の昇段」を認めるか明示されていないが、連続昇段級者がいるため認めていることが確認できる。
    1. 渡部愛は女流3級であった2013年10月24日、第25期女流王位戦予選で本田小百合に勝利しリーグ入りを決め、昇級規定の女流1級の条件である、他団体主催棋戦（当協会との共催含む）で以下の活躍が認められた場合の、女流王位戦リーグ入りを満たし女流2級に昇級[66]。
    2. 続いて同年度の2014年3月4日、第41期女流名人戦予選で渡辺弥生に勝利し予選決勝進出を決め、女流名人位戦予選決勝進出の成績により、女流1級へと連続昇級した[67]。その10日程後の2014年3月14日に、第41期女流名人位戦予選で高群佐知子を降し、女流名人位戦リーグ入りの成績により、女流初段昇段規定を満たしたため女流初段へと二連続昇段を果たしている[68]。
- 女流六段以上への昇段については、「抜群の成績と実績（理事会審議）」と抽象的に示されているのみである。
  - 清水市代は2000年10月1日付で、女流棋士史上初の女流六段に昇段[69]、2020年の4月1日付で、こちらも女流棋士史上初となる女流七段に昇段した[70]。清水は、2000年10月1日の時点で、クイーン四冠〈クイーン全冠〉[注釈 60]を2000年6月19日に達成。また三冠保持（女流王位、倉敷藤花、女流王将）、全冠（四冠）独占を2回達成（1996年・1998年）、タイトル獲得数24期の実績を有していた。七段昇段の際には連盟常務理事会の審議により、女流棋戦歴代最多のタイトル獲得通算43期などの「類いまれなる成績」が評価され、満場一致で決まった[70]。
  - 次いで中井広恵も2002年11月[71]に女流六段に昇段した。中井は、2002年11月の時点で、三冠保持（女流名人、倉敷藤花、女流王将）、クイーン名人獲得（1993年の第19期女流名人位戦で達成）[71]。タイトル獲得数15期の実績を有していた。
  - 2017年5月21日には、蛸島彰子が、LPSA理事会審議により女流六段に昇段した[72]。
  - 里見香奈は2020年4月1日付で女流六段に昇段[73]。里見は2019年9月に史上初となる女流六冠を達成。また、2020年3月時点でタイトル獲得通算39期・クイーン四冠の実績を挙げている。
  - 2020年4月時点にて、現役女流棋士として女流六段以上に昇段したのは、清水、中井、蛸島、里見の4名のみである。その他に、関根紀代子が、2011年8月31日付で女流五段のまま引退し[74]、その直後の2011年9月7日の連盟理事会で、「普及に多大な功績が認められ、関根紀代子女流五段が9月8日付で女流六段へ昇段することに決定」し、女流六段の免状が授与された[75]。すなわち、関根が引退女流棋士として女流六段に昇段したのは、清水、中井と同じく「抜群の成績と実績（理事会審議）」によるものである。
- 「女流棋士総則」の「降級点規定」による引退、および「引退女流棋士昇段規定」による昇段も存在する（日本将棋連盟ホームページの「昇段規定：日本将棋連盟」では言及されていない）。
  - 伊藤明日香女流1級（引退前）は、「女流棋士総則」の「降級点規定」により2009年3月31日付で引退し[76]、「引退女流棋士昇段規定」により2009年4月1日付で女流初段に昇段した[77]。また、伊藤と同門の野田澤彩乃も同規定により2020年4月1日付で女流1級から女流初段に昇段した[78]。
  - 高橋和女流二段（引退前）は、「子供たちへの将棋の普及活動に力を入れたいとの思いから」2005年2月9日付で（任意で）引退した[79][80]。引退から1年以上経過してから、高橋は「引退女流棋士昇段規定」により、2006年4月1日付で女流三段に昇段した[81][80]。
  - 山下カズ子は、所属しているLPSAが2024年9月に「引退女流棋士昇段規定」の改定を行ったことに伴い、同年9月1日付で女流六段に昇段した[82]。女流六段の昇段者は、前述の清水、中井、関根、蛸島、福間香奈（旧姓里見）に次いで女流棋士制度発足後6人目となる。

- 勝数の誤りにより、一度公表された昇段日が訂正された例がある。石橋幸緒(当時女流三段)について、「女流三段段昇段後120勝」の昇段規定により女流四段への昇段が日本将棋連盟から発表された（2004年7月23日付）[83]が、8年後、この時点では勝数が不足（実際は114勝で6勝不足）していたことが明らかになり、実際の120勝達成日（2004年10月8日付）へと昇段日が訂正された[84]。

#### 女流棋士 昇段・昇級規定の変遷
女流棋士の昇級および昇段については「女流棋士昇段規定」で規定される。
当初の規定では「女流名人戦」の成績を基に昇段昇級する制度となっていた。

| 女流四段 | 「女流名人」タイトル3期以上            |
| 女流三段 | 「女流名人」タイトル1期                |
| 女流二段 | 「女流名人位戦」挑戦者                 |
| 女流初段 | 「女流名人位戦」挑戦者決定リーグ       |
| 女流1級  | 「女流名人位戦」予備リーグ指し分け以上 |
| 女流2級  | 「女流名人位戦」予備リーグ参加         |

「女流育成会」発足後となった1988年当時の昇段規定は、次のとおり。

| 女流四段 | タイトル獲得通算3回                |
| 女流三段 | タイトル獲得                       |
| 女流二段 | タイトル挑戦                       |
| 女流初段 | 女流名人位戦か女流王将戦 A級へ昇級 |
| 女流1級  | B級で勝ち越し                      |
| 女流2級  | B級で「基準点」獲得                |
| 女流3級  | 女流育成会よりの編入               |

その後、次のように昇級昇段規定が整備される。

| 女流五段 | -                         | 抜群の成績と実績（理事会にて審議の上、決定） |
| 女流四段 | 勝星昇段 200勝 (三段から) | タイトル３期 |
| 女流三段 | 勝星昇段 150勝 (二段から) | タイトル１期 |
| 女流二段 | 勝星昇段 100勝 (初段から) | - タイトル挑戦 - 女流一般棋戦 優勝（レディース、鹿島杯）                                                                                                  |
| 女流初段 | 勝星昇段 50勝 (1級から)   | - 女流名人位Ａ級 - 女流王将リーグ残留 - 王位リーグ残留 - 倉敷藤花ベスト４ - 女流一般棋戦 準優勝（レディース、鹿島杯）                                     |
| 女流1級  | -                         | - 女流名人位Ｂ級 - 女流王将リーグ入り - 女流王位リーグ入り - 倉敷藤花ベスト８ - 女流一般棋戦 ベスト4（レディース、鹿島杯） - 年間指し分け以上（18局以上） |
| 女流2級  | -                         | 女流育成会編入者 |

2000年6月8日、勝数規定緩和などの規定が改定。2000年4月1日に遡って改正適用。

| 女流五段 | -                         | 抜群の成績と実績（理事会にて審議の上、決定） | -                                          |
| 女流四段 | 勝星昇段 120勝 (三段から) | タイトル３期 | 改正点：勝数 （200勝 → 120勝）             |
| 女流三段 | 勝星昇段 90勝 (二段から)  | タイトル１期 | 改正点：勝数 （150勝 → 90勝）              |
| 女流二段 | 勝星昇段 60勝 (初段から)  | - タイトル挑戦 - 女流一般棋戦 優勝（レディース、鹿島杯） | 改正点：勝数 （100勝 → 60勝）              |
| 女流初段 | 勝星昇段 50勝 (1級から)   | - 女流名人位Ａ級 - 女流王将リーグ残留 - 王位リーグ残留 - 倉敷藤花ベスト４ - 女流一般棋戦 準優勝（レディース、鹿島杯） - 年度成績指し分け以上（年13局以上）      | 改正点：項目追加                           |
| 女流1級  | -                         | - 女流名人位Ｂ級 - 女流王将リーグ入り - 女流王位リーグ入り - 倉敷藤花ベスト８ - 女流一般棋戦 ベスト4（レディース、鹿島杯） - 年度成績指し分け以上（年13局以上） | 改正点：年間対局数 （18局以上 → 13局以上） |
| 女流2級  | -                         | 女流育成会Ａクラス１位 | -                                          |

2004年4月1日より規定が改定。女流六段を新設、女流五段に勝数規定・タイトル数規定を設定。

| 女流六段 | -                         | 抜群の成績と実績（理事会にて審議の上、決定） | （新設）                                                                 |
| 女流五段 | 勝星昇段 150勝 (四段から) | タイトル７期 | 改正点：規定新設- 勝数規定 - タイトル数規定                              |
| 女流四段 | 勝星昇段 120勝 (三段から) | タイトル３期 | -                                                                        |
| 女流三段 | 勝星昇段 90勝 (二段から)  | タイトル１期 | -                                                                        |
| 女流二段 | 勝星昇段 60勝 (初段から)  | - タイトル挑戦 - 女流一般棋戦 優勝（レディース、鹿島杯） | -                                                                        |
| 女流初段 | 勝星昇段 50勝 (1級から)   | - 女流名人位Ａ級 - 女流王将リーグ残留 - 王位リーグ残留 - 倉敷藤花ベスト４ - 女流一般棋戦 準優勝（レディース、鹿島杯） - 年度成績指し分け以上（7勝以上）      | 改正点：指し分け規定条件変更 （年13局以上 → 7勝以上）                    |
| 女流1級  | 勝星昇段 30勝 (2級から)   | - 女流名人位Ｂ級 - 女流王将リーグ入り - 女流王位リーグ入り - 倉敷藤花ベスト８ - 女流一般棋戦 ベスト4（レディース、鹿島杯） - 年度成績指し分け以上（7勝以上） | 改正点：- 指し分け規定条件変更 （年13局以上 → 7勝以上） - 勝数規定の新設 |
| 女流2級  | -                         | 女流育成会昇級点2回 | 改正点：女流育成会条件 （Aクラス１位 → 昇級点2回）                       |

### 女流五段 現役昇段者一覧
現役時に女流五段に昇段した女流棋士は10人（引退者、退会者含む。2024年12月時点）
| # | 女流棋士番号 | 女流棋士番号 | 女流五段昇段 女流棋士 | 女流五段 昇段日   | 女流五段昇段事由               | 女流四段 昇段日   | 四段⇒五段 所要日数 | 生年月日          | 女流五段 昇段時年齢 | 備考                                                           |
| - | ------------ | ------------ | --------------------- | ----------------- | ------------------------------ | ----------------- | ------------------ | ----------------- | ------------------- | -------------------------------------------------------------- |
| 1 | -            | LPSA 01      | 蛸島彰子              | 1988年＿ 11月17日 | 特別昇段（将棋の日）           | 1976年＿ 11月26日 | 4374日             | 1946年＿ 03月19日 | 42歳07か月          | 女流六段（2017年5月21日・現役）                                |
| 2 | -            | LPSA 03      | 山下カズ子            | 1988年＿ 11月17日 | 特別昇段（将棋の日）           | 1980年＿ 02月08日 | 3205日             | 1946年＿ 12月08日 | 41歳11か月          | 女流六段（2024年9月1日・引退後）                               |
| 3 | フリー       | フリー       | 中井広恵              | 1992年＿ 04月01日 | 特別昇段                       | 1989年＿ 04月01日 | 1096日             | 1969年＿ 06月24日 | 22歳09か月          | 女流六段（2002年11月25日・現役）                               |
| 4 | 7            | -            | 清水市代              | 1995年＿ 04月01日 | 特別昇段                       | 1992年＿ 04月01日 | 2326日             | 1969年＿ 01月09日 | 26歳02か月          | 女流六段（2000年10月1日・現役） 女流七段（2020年4月1日・現役） |
| 5 | 1            | -            | 関根紀代子            | 2009年＿ 03月18日 | 女流四段昇段後150勝            | 1988年＿ 11月17日 | 7426日             | 1940年＿ 12月15日 | 68歳03か月          | 女流六段（2011年9月8日・引退後）                               |
| 6 | 33           | -            | 福間香奈              | 2011年＿ 10月18日 | タイトル7期                    | 2010年＿ 02月10日 | 615日              | 1992年＿ 03月02日 | 19歳07か月          | 女流六段（2020年4月1日・現役）                                 |
| 7 | 21           | -            | 甲斐智美              | 2014年＿ 11月23日 | タイトル7期                    | 2011年＿ 06月29日 | 1243日             | 1983年＿ 05月30日 | 31歳05か月          |                                                                |
| 8 | 73           | -            | 西山朋佳              | 2023年＿ 10月27日 | タイトル7期 （女流棋士転向後） | 2022年＿ 06月13日 | 501日              | 1995年＿ 06月27日 | 28歳04か月          |                                                                |
| 9 | 5            | -            | 長沢千和子            | 2024年＿ 11月11日 | 女流四段昇段後160勝            | 2000年＿ 04月01日 | 8990日             | 1964年＿ 06月18日 | 60歳04か月          |                                                                |
| - | 退会         | 退会         | 林葉直子              |                   | 特別昇段                       |                   |                    | 1968年＿ 01月24日 |                     | 1995年8月24日 引退・退会                                       |

## アマチュア
アマチュアには、15級から九段までの段級位がある。初段以降は免状が、1級までは級位認定状が、それぞれ日本将棋連盟から発行される（原則として有料）。
なお、アマチュアの段級位とプロの段級位は体系が大きく異なっており、日本将棋連盟は奨励会の6級がアマチュアの三段 - 四段に相当するとしている。また、女流2級はアマチュアの二段 - 四段相当としている。渡辺明は2008年に「アマトップの方々は奨励会で言えばプロ手前の二段から三段の力はある」と述べている。
アマチュアの最上位クラスにはプロにはなれなかった元奨励会員も多くおり、実際にアマチュアトップは元奨励会三段であることも多い。どちらにしても元奨励会三段に勝てる実力がなければアマのトップには立てない。
プロは奨励会に入会する時点で相応の棋力を要するため、相対的に上下の実力差は小さいが、アマチュアは全くの初心者からプロ公式戦で勝利する者まで実力差が極めて大きい。
アマチュアの段級位（六段以下）については、以下のいずれかの方法で申請資格を得た上で、日本将棋連盟に免状・認定状の発行を申請できる。
- インターネット・『将棋世界』・新聞・雑誌・囲碁将棋チャンネルなどで出題される認定問題で一定以上の成績を収める。
- 東京・大阪の将棋会館の道場で段級位を取得する。
- 日本将棋連盟のプロ棋士、または棋道師範・棋道指導員・将棋普及指導員の推薦を受ける。
- 将棋倶楽部24・将棋ウォーズ・81道場の段級位を取得する。
- 所定の大会で所定の成績を挙げる（後述）。

後述する所定のアマチュア大会で所定の成績を収めた場合には、免状が贈呈される（特に料金はかからない）。しかしそれ以外の方法による場合は、段位免状・級位認定状の発行が有料であるため、囲碁と同様に地方の棋界では、免状を持たない「段格」のアマチュア棋士が存在する。また、同じ段級位でも取得方法によって難易度が異なる。認定問題による獲得は比較的易しく、逆に将棋倶楽部24での取得は非常に難しいとされる。
アマチュア竜王戦の全国大会優勝者にはアマ七段が贈られる。この他にも、日本将棋連盟主催のアマチュア将棋大会での成績によってアマ四段から六段が授与され、同一大会で3回優勝するとアマ七段が授与される。ただし学生棋戦や女性棋戦においては独自の運用がなされており、三段以下の免状が贈られることもある。さらに、日本将棋連盟が主催しない大会の中にも、所定の成績を収めれば免状が贈られるものがある。
事実上の最高段位であるアマ八段については「(1)アマチュア竜王戦全国大会（第19回以降）で、通算3回の優勝（2010年に規定が設けられたが、2017年現在、該当者はまだ出ていない）」「(2)検定試験（筆記、ネット）」「(3)プロ棋士の推薦」の3つの取得方法があり、2000年から2016年の間に44名がアマ八段を取得している。
また、政治家や、著名人、将棋普及への貢献者などに、名誉称号の意味合いを含めたアマチュア段位免状が贈呈されることがある。政治家の田中角栄・福田赳夫、将棋普及に貢献した永井英明、読売新聞社のトップを長く務める渡邉恒雄らには、アマ八段が贈られている。
2011年には、日本将棋連盟東海本部（現日本将棋連盟東海普及連合会）の設立に尽力した堀田正夫に、史上初となるアマ九段が贈られた。（堀田には2002年にアマ八段が贈られていた）。
2014年9月23日、くまモンにアマ初段が贈られた（ゆるキャラに段位が授与された初めての事例）。
2021年4月3日、長年にわたり将棋の普及に尽力され、将棋界の発展に多大な貢献をされた功績を称え、中戸俊洋と渥美雅之にアマ九段が贈られた。。中戸は日本将棋連盟青森県南支部の結成、将棋天国社を設立して「将棋天国」誌を発行、大山将棋記念館を開館、500回以上の将棋大会を開催、棋道師範としての活動、等の実績がある。渥美は県アマ名人戦などで活躍し、県支部連合会長を13年間務め、子どもたちが2泊3日で将棋を学ぶ浜松将棋錬成塾を11年間、毎年開催したほか、国内外で将棋大会を開いた。

## 免状・級位認定状

### 略史
江戸時代は将棋所を名乗る「将棋三家」（大橋本家・大橋分家・伊藤家）が免状を発行していた。増川宏一によると、現存最古の免状は元禄9年（1696年）8月8日付である。明治時代になっても依然として三家が発行権を握っていたが、大橋分家、伊藤家は絶え、残る大橋本家も十二代当主の大橋宗金が1910年（明治43年）に死去し、以降の大橋本家は将棋界から手を引いていった。宗金は自身は五段に留まったため、早くから免状の審査を小野五平（のちの十二世名人）、のちに関根金次郎（のちの十三世名人）に委託していた。
こうして、時の名人が免状を発行するようになったが、名人だけでなく時の実力者も勝手に免状を発行するようになった。1927年、日本将棋連盟（旧）が発足し、1935年に実力制名人戦が始まったことで、免状発行権も日本将棋連盟（旧）に一元化された（1941年8月1日、名人以外に八段が発行していた免状が、将棋大成会会長名義でのみ発行されるように統一された）。
戦前の将棋界においては、「専門棋士」と呼称されたプロには免状を発行しなかった。専門棋士が規定に基づいて昇段すると、昇段の事実と氏名が発表されるのみであった。
戦後になって、プロにも免状を発行するように制度が変わった。

### アマ免状・級位認定状
初段以上の免状には、日本将棋連盟会長・名人・竜王が直筆で署名する。過去には、永世名人が署名に加わったこともある。また、通常は名人・竜王保持者がその他のタイトルを保持している場合でもそれらは免状に記載しないが、羽生善治が七冠を達成した際には全タイトルを併記した特別免状が発行されたことがある。現在でも永世名人（または永世名人資格者）や他の棋士の署名を付けるキャンペーンが不定期で行われている。推薦人やその他の棋士の署名を希望することもできるが、費用は応相談となる。
免状の発行数は非公開だが、米長邦雄は「年間1万本近く署名する」と述べている。米長は、署名を続けていると和紙の繊維が舞い上がり綿埃のようになるため「署名の際にはマスクが手放せない」とも語っている。また藤井聡太は、1回に200枚ほど署名することから、筆マメ防止のため「指にばんそうこうを貼ってから筆を執る」という。
一方、級位認定状は連盟会長の署名が印刷されるのみとなり、文面も15級 - 1級まで全て同じである。

### プロ免状
対象は棋士・女流棋士・指導棋士。署名は日本将棋連盟会長のみで、名人・竜王の署名はない。女流棋士（原則として女流2級でプロ入り）は、女流初段以上で免状が授与される。

### 文面
江戸時代は、おおむね　a,名人との手合い・段位認定　b,手合い・段位未認定の相手と指す時は、必ず駒落ちにするよう注意書き　c,今後の激励　で成り立っていた。bは、賭将棋を前提にした文面で、不当に有利な手合いで指さないようにという意味の警告である。寛政5年（1793年）からは、段位未認定者との駒落ちの指示が見られなくなった。門弟に対しては、初期から賭将棋の禁止を指示して来たが、いずれかの段階で段位認定からも賭将棋を前提とした文面を削除したようである。
現在は、日本将棋連盟の委嘱により、作家で好棋家であった瀧井孝作が撰した文面が、1958年（昭和33年）から免状に使われ続けている。初段から九段まで、それぞれ異なる文面である（各段免状の文面・読み方・意味）。アマ免状は段位を「允許」、プロ免状は「免許」と表現する（ただし、八段以上はどちらも「推ス」）。対象者の表記は、アマは「（氏名）殿」、プロは「棋士（氏名）」「女流棋士（氏名）」「指導棋士（氏名）」となる。

### 授与（プロ免状）
プロ免状は、年に2回、4月半ばの「将棋大賞表彰式・免状授与式」、11月17日（将棋の日）の「『将棋の日』表彰・感謝の式典」において（いずれも東京・将棋会館、関西将棋会館の2か所で開催）、昇段者に授与される。